# Suaeda pelagica
Suaeda pelagica là loài thực vật có hoa thuộc họ Dền. Loài này được Bartolo, Brullo & P.Pavone miêu tả khoa học đầu tiên năm 1987.